# Cofana lata
Cofana lata är en insektsart som beskrevs av Young 1979. Cofana lata ingår i släktet Cofana och familjen dvärgstritar. Inga underarter finns listade i Catalogue of Life.